# سوراب شوكلا
سوراب شوكلا (من مواليد 5 مارس 1963) هو ممثل ومخرج هندي. اشتهر بأدواره في بارفي! (2012)، كيك (2014)، بي كي (2014) ورايد (2018).

## وصلات خارجية
- سوراب شوكلا على موقع IMDb (الإنجليزية)
- سوراب شوكلا على موقع ألو سيني (الفرنسية)
- سوراب شوكلا على موقع أول موفي (الإنجليزية)
- سوراب شوكلا على موقع قاعدة بيانات الأفلام السويدية (السويدية)
- سوراب شوكلا على موقع قاعدة بيانات الفيلم (الإنجليزية)
- سوراب شوكلا على موقع كينوبويسك (الروسية)